# Félsziget Fesztivál
A Félsziget Fesztivál (románul: Festivalul Peninsula), hivatalosan általában Peninsula / Félsziget a budapesti Sziget Fesztivál és a Magyar Ifjúsági Értekezlet közös erdélyi rendezvénye volt

## Története
2003 és 2012 között Marosvásárhelyen, 2013-ban Kolozsváron került megrendezésre. A fesztiválon neves magyar, román és külföldi együttesek léptek fel; egy időben Románia legnagyobb zenei fesztiválja volt.
Nevét onnan kapta, hogy egy, a Marosba nyúló félszigeten, a Weekend-telep szomszédságában rendezték meg minden évben. 2013-ban elköltözött Kolozsvárra. 2014-ben ismét Marosvásárhelyen kívánták megrendezni, ám különböző okok miatt (pénzügyi problémák, imázsveszteség, programok egyeztetésének sikertelensége) elmaradt. Ezután többet nem rendezték meg.
A korábbi helyszínen 2017-től a VIBE fesztivál kerül megrendezésre.

## Statisztika
- Fennállása során a Félsziget Fesztivál több, mint 400 000 látogatót vonzott.[3]
- A fesztivál 2007-ben lett először nyereséges, a nyeresége 40 000 euró körüli volt.[5]

## Lásd még
- Sziget Fesztivál